# Bệnh viện Đại học Y Dược – Hoàng Anh Gia Lai
Bệnh viện Đại học Y Dược - Hoàng Anh Gia Lai (tên tiếng Anh: Hoang Anh Gia Lai - University Medical Center) là một bệnh viện đại học trực thuộc Tập đoàn Hoàng Anh Gia Lai và liên kết với Bệnh viện Đại học Y Dược Thành phố Hồ Chí Minh được thành lập vào ngày 05/03/2011, tọa lạc 238 Lê Duẩn, phường Trà Bá, thành phố Pleiku, tỉnh Gia Lai.

## Quá trình hình thành và phát triển
Ngày 05/03/2011, ký kết thỏa thuận hợp tác với Tập đoàn Hoàng Anh Gia Lai thành lập Bệnh viện Đại học Y dược TP.HCM – Hoàng Anh Gia Lai (tên tiếng Anh: Medical University – Hoang Anh Gia Lai Hospital) tại thành phố Pleiku, tỉnh Gia Lai.
Ngày 28 tháng 12 năm 2011, Bộ Y tế đã đồng ý cho Bệnh viện đi vào hoạt động.
Ngày 02 tháng 01 năm 2012, Bệnh viện Đại học Y Dược - Hoàng Anh Gia Lai chính thức hoạt động.

## Lãnh đạo bệnh viện
- Giám đốc: Thầy thuốc ưu tú.BS CKII. Măng Đung[7].
- Phó Giám đốc:
  - Đoàn Thị Nguyên Nguyên[7].
  - BS CKI. Trương Đình Hưng[7].

## Những con số
Sau 2 năm:
- 300.000 lượt bệnh nhân nội – ngoại trú, bao gồm 36.000 lượt ngoại trú và 4.100 lượt nội trú Bảo hiểm y tế.
- 3.000 ca phẫu thuật (bao gồm phẫu thuật nội soi).
- 10.000 bệnh nhân từ Lào và Campuchia.

Sau 5 năm:
- 900.000 lượt khám chữa bệnh
- 47.000 lượt điều trị nội trú.
- 14.000 lượt phẫu thuật và đã cứu sống nhiều ca bệnh hiểm nghèo.

## Phục vụ
- Tỉnh Gia Lai, khu vực miền Trung và Tây Nguyên của Việt Nam[8].
- Các tỉnh Sêkông, Chămpasắc, Atapư của Lào[8][10].
- Các tỉnh Stungtreng, Ratanakiri của Campuchia[8][11].

## Thành tích
- Cờ thi đua "Vì sự nghiệp xây dựng và bảo vệ tỉnh Gia Lai" của UBND tỉnh Gia Lai[6][9].

## Quy mô
- Diện tích 5 hecta.
- Diện tích xây dựng: 14.000 m2.
- Quy mô 500 giường.
- 4 phòng mổ đầy đủ cơ sở vật chất.
- Trang thiết bị y tế[12]:
  - Hệ thống CT Scanner.
  - Chụp cộng hưởng từ MRI.

## Bảo hiểm y tế
Bệnh viện áp dụng đa dạng các hình thức thanh toán viện phí, bao gồm chế độ thanh toán bảo hiểm y tế, phối hợp cùng các công ty bảo hiểm sức khỏe triển khai dịch vụ bảo lãnh viện phí cho điều trị nội trú và ngoại trú với quy trình thanh toán nhanh gọn, tiện lợi, giúp tiết kiệm thời gian và chi phí cho người bệnh.

## Đánh giá

### Lãnh đạo nhà nước
"Mô hình Bệnh viện Đại Học Y Dược Hoàng Anh Gia Lai là một sáng kiến hay, là mô hình hợp tác công tư về công tác xã hội rất tốt, rất hiệu quả. Đây còn là sự phối hợp giữa một bên chất xám là Trường Đại học Y Dược TP.HCM và doanh nghiệp có tiềm lực mạnh là Hoàng Anh Gia Lai. Hôm nay, tôi rất xúc động khi đến thăm anh cảnh sát Hoàng gia Campuchia bị tai nạn đang điều trị tại bệnh viện được các bác sĩ, điều dưỡng chăm sóc rất nhiệt tình, chu đáo. Điều này thể hiện tình nghĩa xóm giềng giữa hai dân tộc đồng thời bệnh viện đang làm tốt công tác đối ngoại toàn dân. Tôi mong rằng, bệnh viện sẽ tiếp tục củng cố, hoàn thiện để xây dựng mạng lưới chăm sóc sức khỏe cho nhân dân ngày càng tốt hơn." - Chủ tịch nước Trương Tấn Sang đánh giá khi đến thăm bệnh viện 

### Của báo chí
Ba tờ báo tiếng Khmer có số phát hành lớn nhất Campuchia là Rasmei Kampuchea (Tia Sáng Campuchia), Kampuchea Thmey (Campuchia Mới), Koh Santepheap Daily (Đảo Hòa Bình) đều có bài và ảnh về đoàn bác sỹ bệnh viện Đại học Y dược Hoàng Anh Gia Lai khám chữa bệnh miễn phí và tặng quà cho nhân dân ở huyện Cuôn Mom (Koun Mom), Ratanakiri vào ngày 01/06/2013. Một số kênh truyền hình lớn của Campuchia như Bayon TV, CNC… cũng  đưa tin, phóng sự nói về hoạt động đầu tư và hoạt động triển khai chương trình "Đầu tư phát triển cộng đồng" của Hoàng Anh Gia Lai tại Campuchia, với nội dung tương tự như phản ảnh của các tờ Tia Sáng, Đảo Hòa Bình và Campuchia Mới.

### Của khách hàng
"Bác sĩ y tá chăm sóc rất tận tình quan tâm đến các cháu nhiều, dịch vụ tốt, môi trường sạch sẽ, phòng ốc rộng rãi, gọn gàng. Nên rất yên tâm khi đưa con đến điều trị tại đây." - Chị Nguyễn Thị Quỳnh Mai, huyện Chư Sê (Gia Lai) nhận xét

## Bê bối

### Dân tố Bệnh viện Đại học Y dược Hoàng Anh Gia Lai gây ô nhiễm
Nhân dân tổ dân phố 8, phường Trà Bá, thành phố Plêiku, tỉnh Gia Lai tố cáo Bệnh viện Đại học Y dược Hoàng Anh Gia Lai (Bệnh viện Hoàng Anh Gia Lai) gây ô nhiễm môi trường. Trong đó, có hai tác nhân chính là xả nước thải ra suối tổ dân phố 8, gây ô nhiễm nguồn nước và bốc mùi hôi. Đồng thời, lò đốt rác thải y tế nguy hại thải khói bụi và mùi khét làm ảnh hưởng đến cuộc sống của người dân phía sau bệnh viện.
Về vấn đề Bệnh viện Hoàng Anh Gia Lai, xả thải ngây ô nhiễm môi trường ông Rmah Klunh – Trưởng thôn Plây Ngó, phường Trà Bá, thành phố Plêiku xác định: "Việc này là có thật. Song, công bằng mà nói thì ngước chảy xuống cành đồng của buôn còn có cả nước thải từ trang trại chăn nuôi lợn của người dân ở gần suối, cuốn theo rác thải và túi ni lông chảy xuống cánh đồng gây ô nhiễm. Song, việc gây ô nhiễm từ bệnh viện chủ yếu ảnh hưởng đến một số hộ dân giáp với suối tổ dân phố 8. Mỗi lần phản ảnh về vấn đề này, người dân cũng rất bức xúc".
Trao đổi với phóng viên Báo Tài nguyên & Môi trường, ông Nguyễn Thi – Phó giám đốc Bệnh viện Hoàng Anh Gia Lai xác định: "Bệnh viện không xả thải gây ô nhiễm môi trường suối tổ dân phố 8 như người dân phản ảnh. Còn mùi khét từ lò đốt rác thải y tế nguy hại phát tán ra môi trường là không thể tránh khỏi".
Bà Nguyễn Thị Thanh Hương - Phó Chi cục trưởng Chi cục Bảo vệ môi trường (Sở Tài nguyên và Môi trường tỉnh Gia Lai) cho biết: Tháng 5 năm 2015 đã tổ chức đợt kiểm tra theo định kỳ trong đó có Bệnh viện Hoàng Anh Gia Lai. Bà Hương chia sẻ: Hệ thống xử lý nước thải của Bệnh viện Hoàng Anh Gia Lai được xây dựng cùng với bệnh viện. Hệ thống có bể chứa nước thải sau xử lý. Tại đây, có lắp đặt 2 ống nhựa đường kính 14 cm, âm dưới thành bể khoảng 40 cm tự chảy. Bà Hương giải thích, nếu nước còn lưng thì chứa trong bể, khi nước đầy đến ngưỡng đặt hai ống sẽ tự tràn, chảy ra ngoài khuôn viên bệnh viện. Được biết, tại đợt kiểm tra lấy mẫu xét nghiệm và kết quả nước có chỉ tiên Amoni (NH4+) vượt quy định cho phép 2,4 lần. Như vậy là nước thải chưa đạt tiêu chuẩn sau xử lý. Đoàn kiểm tra đang hoàn thiện báo cáo và sẽ có hướng xử lý cụ thể, cương quyết đối với các đơn vị gây ô nhiễm.